# Kameroense presidentsverkiezingen (1992)

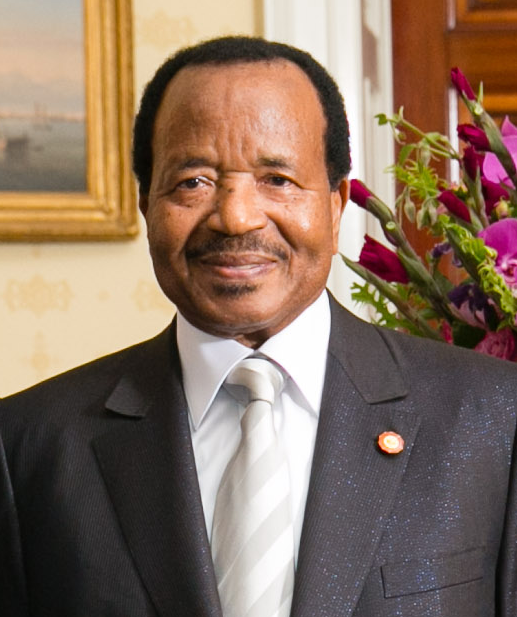
Zittend president Paul Biya werd met 39,98% van de stemmen herkozen.

De Kameroense presidentsverkiezingen van 1992 werden gehouden op 11 oktober en waren de eerste presidentsverkiezingen sinds de onafhankelijkheid waaraan meerdere kandidaten mochten meedoen. Zittend president Paul Biya, aan de macht sinds 1982, stelde zich kandidaat voor de Rassemblement démocratique du peuple camerounais (RDPD), tot 1990 de enige legale partij in het land. Biya won de verkiezingen met 40% van de stemmen, terwijl zijn voornaamste tegenstanders, John Fru Ndi en Bello Bouba Maigari respectievelijk 36% en 20% van de stemmen behaalden. De oppositie verwierp de uitslag en meende dat er gefraudeerd was. De opkomst lag bij deze eerste presidentsverkiezingen met meerdere kandidaten op 71,9%.
| Kandidaat                       | Kandidaat                       | Partij                                           | Stemmen   | %     |
| ------------------------------- | ------------------------------- | ------------------------------------------------ | --------- | ----- |
|                                 | Paul Biya                       | Rassemblement démocratique du peuple camerounais | 1.185.466 | 39,98 |
|                                 | John Fru Ndi                    | Front social démocrate                           | 1.066.602 | 35,97 |
|                                 | Bello Bouba Maigari             | Union nationale pour la démocratie et le progrès | 569.887   | 19,22 |
|                                 | Adamou Ndam Njoya               | Union démocratique du Cameroun                   | 107.411   | 3,62  |
|                                 | Jean-Jacques Ekindi             | Mouvement Progressiste                           | 23.525    | 0,79  |
|                                 | Emah Otu                        | Regroupement des Forces Patriotiques             | 12.545    | 0,42  |
| Totaal                          | Totaal                          | Totaal                                           | 2.965.436 | 100   |
| Geldig uitgebrachte stemmen     | Geldig uitgebrachte stemmen     | Geldig uitgebrachte stemmen                      | 2.965.436 | 98,34 |
| Ongeldige stemmen/ blanco       | Ongeldige stemmen/ blanco       | Ongeldige stemmen/ blanco                        | 50.012    | 1,66  |
| Totaal aantal stemmen           | Totaal aantal stemmen           | Totaal aantal stemmen                            | 3.015.448 | 100   |
| Geregistreerde kiezers/ opkomst | Geregistreerde kiezers/ opkomst | Geregistreerde kiezers/ opkomst                  | 4.195.687 | 71,89 |
| Bron: Nohlen, AED               |                                 |                                                  |           |       |

Presidentsverkiezingen: 1965 · 1970 · 1975 · 1980 · 1984 · 1988 · 1992 · 1997 · 2004 · 2011 · 2018 · 2025

Parlementsverkiezingen: 1964 · 1973 · 1978 · 1983 · 1988 · 1992 · 1997 · 2002 · 2007 · 2013 · 2020

Referenda: 1972